# Lista de pinturas de Giovanni Battista Castagneto

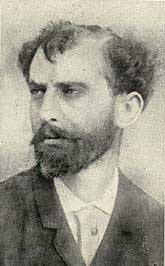
Giovanni Battista Castagneto.

Esta é uma lista de pinturas de Giovanni Battista Castagneto.
Giovanni Battista Castagneto é natural de Gênova, na Itália, nascido em 1851. Faleceu na cidade do Rio de Janeiro em 1900. Foi um pintor, projetista e professor ítalo-brasileiro. Os seus primeiros trabalhos foram como marinheiro, profissão de seu pai como quem veio para o Brasil em 1874. Foi aluno da Academia Imperial de Belas Artes (Aiba) de 1878 a 1884, onde fez os cursos de desenho figurado, desenho geométrico e matemática. Foi um dos integrantes do Grupo Grimm.
Considera-se que sua pintura tem traços românticos, em especial em seu modo de interpretação de elementos da natureza, como o mar.

## Lista de pinturas
| Imagem | Título                                                       | Data | Material                  | Coleção                                      | Versão audível |
| ------ | ------------------------------------------------------------ | ---- | ------------------------- | -------------------------------------------- | -------------- |
|        | Árvores em Paquetá.                                          | 1900 | tinta da China papel      | No/unknown value                             |                |
|        | Cruzador Barroso                                             | 1897 | madeira tinta a óleo      | Coleção Museu Histórico Nacional             |                |
|        | Barco de pesca ancorado em Toulon                            | 1892 | madeira tinta a óleo tela | Coleção Museu Histórico Nacional             |                |
|        | Canoa a seco em Angra                                        | 1896 | tinta a óleo tela         | Coleção Museu Histórico Nacional             |                |
|        | Revista naval                                                | 1899 | madeira tinta a óleo      | Coleção Museu Histórico Nacional             |                |
|        | Tarde em Toulon                                              | 1893 | tinta a óleo tela         | Coleção da Pinacoteca do Estado de São Paulo |                |
|        | Porto do Rio de Janeiro                                      | 1884 | tinta a óleo tela         | Museu Nacional de Belas Artes                |                |
|        | Marinha com barco                                            | 1885 | tinta a óleo madeira      | Museu de Arte de São Paulo                   |                |
|        | Paisagem com rio e barco ao seco em São Paulo (Ponte Grande) | 1895 | tinta a óleo tela         | Museu de Arte de São Paulo                   |                |
|        | Fundo do quintal                                             | 1897 | tinta a óleo              | Palácio Itamaraty                            |                |

∑ 10 items.